# Sweetwater (Band)
Sweetwater ist eine amerikanische Rockband.

## Geschichte
Die Gruppe wurde von Nancy Nevins, Alex Del Zoppo und Fred Herrera in Los Angeles, USA gegründet und war eine der ersten ethnisch gemischten Bands. Ihr Debütalbum enthielt Psychedelic Rock, der auf Folk und Jazz basierte. Man kann es sich als Jefferson Airplane vorstellen, das von Celli, Flöten und Ornette Coleman beeinflusst wurde. Danach spielten sie auf unzähligen Festivals als Opener für viele Größen der Zeit wie z. B. Eric Burdon & The Animals, Jimi Hendrix, Linda Ronstadt, Paul Butterfield, Cream, Grateful Dead, Frank Zappa and The Mothers, The Who, Crosby, Stills, Nash and Young, Jefferson Airplane, Joe Cocker, Santana, Buffalo Springfield, The Doors, Jerry Lee Lewis, Big Brother And The Holding Company, Bing Crosby, James Brown und Chuck Berry.
Bekannt wurde Sweetwater endgültig durch ihren Auftritt beim Woodstock-Festival am 15. August 1969. Sweetwater war nach drei Solokünstlern die erste Band bei Woodstock. Ursprünglich hätten sie als Opener fungieren sollen, blieben jedoch, wie viele andere auch, im Verkehr stecken und mussten per Helikopter eingeflogen werden. Da zwar die Instrumente bereits aufgebaut waren, es aber keinen Soundcheck gegeben hatte, war die Band mit ihrem 45-minütigen Auftritt sehr unzufrieden.
Nach Woodstock wurde die Geschichte der Band jedoch unterbrochen: Die Sängerin Nancy Nevins wurde im Dezember 1969 durch einen Autounfall schwer verletzt. Die Band löste sich – nach zwei weiteren Alben ohne Nevins – in der Folge auf.
1994 kam es allerdings im Zuge des Woodstock-II-Konzertes zu einer Reunion der Band. Neben den Gründungsmitgliedern stießen Schlagzeuger Mike Williams und Gitarrist Joe Bruley zur Band.
1999 wurde die Geschichte der Band vom US-amerikanischen Musiksender VH1 als Fernsehfilm veröffentlicht.

## Diskografie

### Alben
- 1968: Sweetwater
- 1970: Just For You
- 1971: Melon
- 2002: Live At Last
- Cycles (mit Woodstockaufnahmen)

### Singles
- 1968: What's Wrong / Crystal Spider
- 1968: Motherless Child / Why Oh Why
- 1970: Look Out / Just For You
- 1972: Join The Band Part 1 & 2

### Bootlegs
- There Is Sweet Water Fallin' From The Sky [7 Tracks at Woodstock]